# Fuhito Fujiwara
Fuhito Fujiwara (jap. 藤原 不比等 Fujiwara no Fuhito; ur. 659, zm. 13 września 720) – japoński arystokrata (jap. kugyō lub kuge) żyjący na przełomie okresów Asuka i Nara. W tekstach źródłowych jego imię bywa zapisywane znakiem 史 (Fuhito). 
Był drugim synem Katamariego Fujiwary (pierwotnie Kamatari Nakatomi). Najbardziej wpływowy człowiek na dworze cesarskim za panowania cesarzowych-władczyń: Gemmei i Genshō. Zasłużony mąż stanu, jeden z twórców kodeksu Taihō. Minister za panowania cesarzy: Jitō, Mommu, Gemmei i Genshō. Otrzymał tytuły: udaijina (ministra prawej strony) i dajō-daijina (pierwszego ministra).